# Меланоидины
Меланоидины (от греч. μέλας — чёрный и «-идин» — суффикс гетероциклических предельных азотистых соединений) — группа высокомолекулярных гетерогенных полимерных соединений, образующихся при термической кулинарной обработке продуктов (жарке, варке), а также при хранении консервированных продуктов (в основном овощей).
Меланоидины имеют тёмный цвет, обычно от красно-коричневого до тёмно-коричневого. Меланоидинообразование можно заметить по золотисто-коричневой корочке на хлебе, зажаренной рыбе, мясе, по коричневому оттенку высушенных фруктов. Если огонь был слишком силён, меланоидины образуют чёрные пигменты. Кроме этого, меланоидины образуются при варке некоторых видов тёмного пива и обжаривании кофейных зёрен.
Меланоидины образуются как продукты реакции Майяра, которая включает в себя взаимодействие кетогрупп (С=О) сахаров с аминогруппами (-NH2) аминокислот, что приводит к их конденсации и полимеризации.
Меланоидинообразование начинается при тепловой обработке консервов и завершается при их хранении. Процесс замедляется в кислой среде, например в присутствии таких соединений, как аскорбиновая кислота, фенольные соединения, пероксид водорода, также при непродолжительной тепловой обработке. Эта реакция приводит к снижению качества консерв и утрате товарного вида.

## В окружающей среде
Меланоидины, образующиеся как отходы пищевого производства, могут приводить к серьёзному загрязнению. В частности, из-за их тёмной окраски они блокируют прохождение солнечного света и снижают фотосинтез и уровень кислорода в реках. Это требует особой обработки отходов перед сливом производственных вод.